# The Mystery of the Leaping Fish
The Mystery of the Leaping Fish er en amerikansk stumfilm fra 1916 af Christy Cabanne og John Emerson.

## Medvirkende
- Douglas Fairbanks som Coke Ennyday
- Bessie Love
- Alma Rubens
- Allan Sears
- Charles Stevens